# Mramor
Mramor (latinski marmor < iz grčkog) je zrnasto-kristalični vapnenac s primjesama, nastao metamorfozom karbonatnih protolita (sedimentnih stijena vapnenaca i dolomita) pri uvjetima povišene temperature i litostatskog tlaka.

## Osobine i rasprostranjenost
Čisti mramor snježnobijele je boje, primjese metalnih oksida daju mu žutu, smeđu ili crvenkastu boju, grafit, ugljen i bitumen sivu ili crnu, a klorit zelenkastu boju.
Ako se po mramornim pločicama (prirodnim) prolije klorovodična kiselina razvija se ugljikov(IV) oksid.
Mramor je metamorfna stijena, zrnate (granoblastične) strukture i homogene teksture, koja sadrži kalcit i/ili dolomit, a od primarnih nečistoća u sedimentu nastaju metamorfni minerali (fosferit, pirokseni, tinjci). Škriljavi varijaritet mramora bogat filosilikatima naziva se cipolin.
Od mramora u antici načinjena su najljepša kiparska djela i najznačajnije građevine antike. Skulpture su nastale od čuvenog mramora s grčkog otoka Parosa i brda Pentelikona.
Najpoznatiji i cijenjen je mramor iz Carrare u Italiji od kojeg je izrađen i Michelangelov David.
Cipollino je povijesno utemeljeni naziv za dekorativne vrste mramora i drugih sličnih stijena.
U Hrvatskoj mramora ima u okolici Sinja, dok se hvarskim i bračkim mramorom naziva vrlo kvalitetna vrsta sitnozrnatoga rudistnoga vapnenca koji se mnogo upotrebljava u građevinarstvu.

Brački mramor (pučiški kamenolom) je cijenjen u cijelome svijetu te su mnoge građevine koristile upravo ovaj kamen (od Teodorikovog mauzoleja u Ravenni iz 5. st. do Bijele kuće u Washingtonu).
Kada govorimo o bračkom mramoru moramo imati na umu da se zapravo ne radi o mramoru. Drugo ime za brački mramor je i "sivac".

## Upotreba
Mramor se može lako rezati, obrađivati i polirati zbog toga se odavna upotrebljava u kiparstvu i graditeljstvu.
U likovnoj umjetnosti je cijenjen zbog svoje mliječne boje, poluprozirnosti i toplini koja podsjeća na ljudski dodir.
Tinijska obrada mramora, upisana na UNESCO-ov popis nematerijalne svjetske baštine u Europi, je poseban izraz kulturnog identiteta ljudi s grčkog otoka Tinosa.
Umjetni mramor, koji se proizvodi od finoga bijeloga gipsa, pigmenata i ljepila, prema mehaničkom trošenju i djelovanju kiselina otporniji je od prirodnoga.

## Poveznice
- metamorfne stijene